# Jazzkannan
Jazzkannan är ett svenskt jazzpris instiftat av Riksförbundet Svensk Jazz och har delats ut sedan 1993 för nydanande insatser inom jazzmusiken. Priset är en egen specialdesignad jazzkanna.

## Mottagare av Jazzkannan[1]
| 1993 Joakim Milder              |
| 1994 Anders Jormin              |
| 1995 Lennart Åberg              |
| 1996 Jonas Knutsson             |
| 1997 Bobo Stenson               |
| 1998 Lars Danielsson            |
| 1999 Per ”Texas” Johansson      |
| 2000 Mats Gustafsson            |
| 2001 Fredrik Ljungkvist         |
| 2002 Lina Nyberg                |
| 2003 Palle Danielsson           |
| 2004 Maggie Olin                |
| 2005 Staffan Svensson           |
| 2006 Per Henrik Wallin, postumt |
| 2007 Bengt Berger               |
| 2008 Ann-Sofi Söderqvist        |
| 2009 Alberto Pinton             |
| 2010 Helge Albin                |
| 2011 Lindha Kallerdahl          |
| 2012 Magnus Broo                |
| 2013 Sofia Jernberg             |
| 2014 Cennet Jönsson             |
| 2015 Jon Fält                   |
| 2016 Susanna Lindeborg          |
| 2017 Karin Hammar               |
| 2018 Michala Østergaard-Nielsen |
| 2019 Elin Forkelid              |
| 2020 Peter Danemo               |
| 2021 Daniel Karlsson            |
| 2022 Rebecka Törnqvist          |
| 2023 Rigmor Gustavsson          |
| 2024 Josef Kallerdahl           |
| 2025 Mariam Wallentin           |